# Minecraft — Volume Beta
Minecraft — Volume Beta — пятый студийный альбом и второй саундтрек-альбом немецкого электронного музыканта Даниэля Розенфельда, известного под псевдонимом C418. Альбом вышел 9 ноября 2013 года как вторая часть саундтрека к игре Minecraft, а с 2020 года выпущен лейблом Ghostly International.
В данном альбоме Даниэль стремился создать эксклюзивную музыку специально для режима «творчество» и Незера, враждебного параллельного измерения. Volume Beta был создан для обновления, изменяющего музыку в Minecraft. Песни в альбоме, в отличие от предыдущей части саундтрека, Volume Alpha, не такие минималистичные, а дух некоторых композиций зловещий и угрожающий, а не меланхоличный.
Minecraft — Volume Beta был хорошо оценён критиками. Рецензенты отмечали, что некоторые композиции не подходят духу игры, но всё равно являются достойным дополнением. Альбом занял 14-е место в чарте Billboard Music Awards Dance/Electronic Albums.

## История
При записи данного саундтрека артист решил, что будет создавать композиции специально для режима «творчество» в игре. Так самой первой композицией для данного режима стала «Blind Spots». При её создании Розенфельд стремился сделать композицию, которая бы не менялась со временем, а звучала как зацикленный ремикс самой себя. Помимо этого, песня «Biome Fest» была изначально предназначена для Minecraft — Volume Alpha, но Розенфельд решил, что она не подходит этому альбому, поэтому он поместил её в Volume Beta. Также в данном альбоме артист создал музыку почти ко всем пластинкам, добываемым в Minecraft. Volume Beta предназначался для обновления Music Update, и был выпущен 9 ноября 2013 года. Сделал это Даниэль перед выступлением в Мексике, поэтому называет Volume Beta данью уважения Азии, а Volume Alpha — Европе. Альбом был выпущен в цифровом виде на сайте Bandcamp, как и предыдущий релиз — Volume Alpha.
В августе 2020 года независимый музыкальный лейбл Ghostly International выпустил первые физические версии альбома в форматах CD и LP. Обложка альбома представляет собой тёмную 3D-модель травы из Minecraft, окружённую по краям большим чёрно-оранжевым кубом. На некоторых виниловых пластинках используется лентикулярная печать, чтобы придать глубину кубу и выделить внутренний блок травы.

## Описание
Альбом включает в себя большую часть музыки, представленной в игре, а также другую музыку, включённую в трейлеры и инструменталы, которая не была включена в окончательную версию игры. Композиции из данного альбома воспроизводятся во время игрового процесса случайно. Некоторые из них, как, например, «Ballad of the Cats», можно услышать в Незере (англ. Nether), другом измерении, напоминающем ад. 9 песен из Minecraft — Volume Beta не воспроизводятся в игре, но их можно послушать с помощью музыкальных пластинок, добываемых из сокровищниц и криперов, убитых скелетами. Они различаются по жанрам и дизайну. Так, например, «Stal» выполнен в стиле джаз, а звучание «Blocks» напоминает ретроигры.
Розенфельд заявил, что Minecraft — Volume Beta «чрезвычайно разнообразна», будучи «гораздо более перкуссионной, мелодичной и прогрессивной», чем его предыдущая работа Minecraft — Volume Alpha. Тон в музыке пластинки может быть как позитивным и подталкивающим на исследования, так и зловещим или даже угрожающим. Альбом открывает «Ki», аналогично «Key» из предыдущей части саундтрека. Следующая композиция, Alpha, используется в титрах к игре. В отличие от первой части саундтрека Minecraft, композиции в данной пластинке не такие минималистичные, но содержат в себе части песен из Volume Alpha или являются их переработанными версиями, как, например, «Mutation». Также в песнях используются не только синтезаторы, но и фортепиано.

## Восприятие
Интернет-издание Digital Trends похвалило альбом за то, что он «выходит за рамки просто „мирных“ или „грустных“ композиций и создаёт такие треки, как „Taswell“ и „Kyoto“, которые кажутся отдельными выступлениями, каждый из которых вызывает в памяти свой собственный странный новый мир». Газета Los Angeles Times написала, что альбом «демонстрирует способность C418 создавать более грандиозную и разнообразную в звуковом отношении атмосферу».
Ричард Макдональд из музыкального блога Original Sound Version назвал альбом «потрясающим достижением», хотя и отметил, что некоторые композиции не подходят по духу к Minecraft. Макдональд писал также, что по итогам игры в Minecraft с новой музыкой у него «нет полной уверенности в том, что Volume Beta — достойное дополнение к саундтреку».

## Список композиций
| №   | Название             | Длительность |
| --- | -------------------- | ------------ |
| 1.  | «Ki»                 | 1:32         |
| 2.  | «Alpha»              | 10:03        |
| 3.  | «Dead Voxel»         | 4:56         |
| 4.  | «Blind Spots»        | 5:32         |
| 5.  | «Flake»              | 2:50         |
| 6.  | «Moog City 2»        | 3:00         |
| 7.  | «Concrete Halls»     | 4:14         |
| 8.  | «Biome Fest»         | 6:18         |
| 9.  | «Mutation»           | 3:05         |
| 10. | «Haunt Muskie»       | 6:01         |
| 11. | «Warmth»             | 3:59         |
| 12. | «Floating Trees»     | 4:04         |
| 13. | «Aria Math»          | 5:10         |
| 14. | «Kyoto»              | 4:09         |
| 15. | «Ballad of the Cats» | 4:35         |
| 16. | «Taswell»            | 8:35         |
| 17. | «Beginning 2»        | 2:56         |
| 18. | «Dreiton»            | 8:17         |
| 19. | «The End»            | 15:04        |
| 20. | «Chirp»              | 3:06         |
| 21. | «Wait»               | 3:54         |
| 22. | «Mellohi»            | 1:38         |
| 23. | «Stal»               | 2:32         |
| 24. | «Strad»              | 3:08         |
| 25. | «Eleven»             | 1:11         |
| 26. | «Ward»               | 4:10         |
| 27. | «Mall»               | 3:18         |
| 28. | «Blocks»             | 5:43         |
| 29. | «Far»                | 3:12         |
| 30. | «Intro»              | 4:36         |

| №  | Название      | Длительность |
| -- | ------------- | ------------ |
| 1. | «Ki»          | 1:32         |
| 2. | «Alpha»       | 10:03        |
| 3. | «Blind Spots» | 5:32         |
| 4. | «Mutation»    | 3:05         |

| №  | Название     | Длительность |
| -- | ------------ | ------------ |
| 1. | «Biome Fest» | 6:18         |
| 2. | «Aria Math»  | 5:10         |
| 3. | «Taswell»    | 8:35         |

| №  | Название      | Длительность |
| -- | ------------- | ------------ |
| 1. | «Beginning 2» | 2:56         |
| 2. | «Moog City 2» | 3:00         |
| 3. | «The End»     | 15:04        |

| №  | Название  | Длительность |
| -- | --------- | ------------ |
| 1. | «Kyoto»   | 4:09         |
| 2. | «Chirp»   | 3:06         |
| 3. | «Mellohi» | 1:38         |
| 4. | «Stal»    | 2:32         |
| 5. | «Eleven»  | 1:11         |
| 6. | «Far»     | 3:12         |
| 7. | «Intro»   | 4:36         |

## Чарты
| Чарт (2013)                             | Высш. позиция |
| --------------------------------------- | ------------- |
| США (Billboard Dance/Electronic Albums) | 14            |